# Aplocheilus
Aplocheilus là một chi cá trong họ Aplocheilidae. Chúng là loài bản địa phân bố ở vùng Nam Á và Đông Nam Á từ Pakistan tới Việt Nam và Malaysia, và từ Nepal tới Sri Lanka. Nhiều loài cá trong chi này, đặc biệt là loài A. lineatus là rất quan trọng trong mậu dịch về cá cảnh. Tên gọi Aplocheilus bắt nguồn từ tiếng Hy Lạp là aploe có nghĩa là đơn và cheilos có nghĩa là môi.

## Các loài
Hiện hành trong chi này ghi nhận 7 loài như sau:
- Aplocheilus blockii J. P. Arnold, 1911 (green panchax)
- Aplocheilus dayi Steindachner, 1892 (Ceylon killifish)
- Aplocheilus kirchmayeri Berkenkamp & Etzel, 1986
- Aplocheilus lineatus (Valenciennes, 1846) (striped panchax)
- Aplocheilus panchax (F. Hamilton, 1822) (cá bạc đầu)
- Aplocheilus parvus (Sundara Raj, 1916) (dwarf panchax)
- Aplocheilus werneri Meinken, 1966 (Werner's killifish)